# Charleston (New York)
Charleston è un comune degli Stati Uniti d'America, situato nello Stato di New York, nella contea di Montgomery.